# Jean-Jacques de Sellon
Jean-Jacques de Sellon (né le 20 janvier 1782 à Genève et mort à Belfort le 6 ou le 7 juin 1839 selon les sources (son acte de décès indique en effet qu'il est mort à minuit la nuit du 6 au 7), est un notable, un écrivain, un philanthrope, un collectionneur d'art, un mécène et un pacifiste suisse. Il a fondé en 1830 « la première Société de la paix sur le continent européen » et était un ardent opposant à la peine de mort.

## Origines

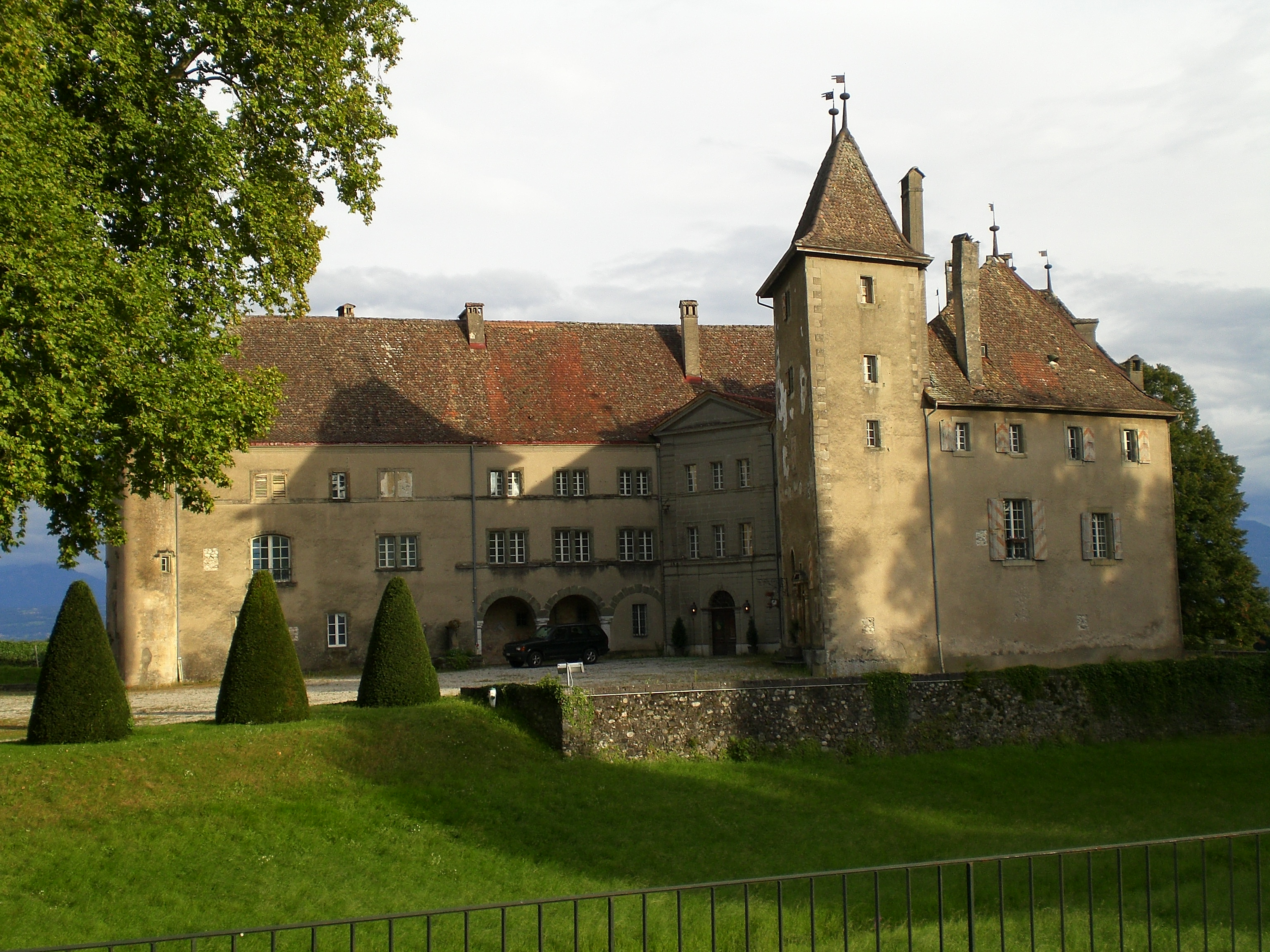
Château d'Allaman

Jean-Jacques de Sellon, dit aussi comte de Sellon, est fils de Jean (1736–1810), seigneur d'Allaman et comte du Saint Empire, et d'Anne Montz. La famille Sellon vient du Midi de la France. Ce sont des huguenots qui ont fui Nîmes à la suite de la révocation de l'Édit de Nantes en 1685 et qui deviennent en 1699 bourgeois de la ville de Genève. Cette riche famille de banquiers et de négociants de soie avec des filiales à Londres et Paris s'intègre au sein des familles patriciennes de Genève. Gaspard Sellon (1702–1785) acquiert en 1755 la seigneurie d'Allaman (Vaud), qui échoit après sa mort à son frère Jean François (1707–1790), père de Jean et grand-père de Jean-Jacques. L'empereur Joseph II élève en 1786 Jean Sellon au rang de comte du Saint-Empire romain germanique.

## Biographie
L'éducation de Jean-Jacques de Sellon est faite jusqu'à ses huit ans par un précepteur, puis il fait plusieurs séjours prolongés avec ses parents en Italie où son père soigne ses relations d'affaires, tout en restant à distance des troubles révolutionnaires genevois. De 1795 à 1800, il habite principalement au château familial d'Allaman, puis habite à Genève et voyage en Europe. Il se rend à Paris en 1804 pour la première fois. Admirateur de Napoléon Ier, il assiste à son couronnement comme roi d'Italie dans le Dôme de Milan en 1805. Napoléon le nomme chambellan, puis chevalier de l'ordre de la Réunion.

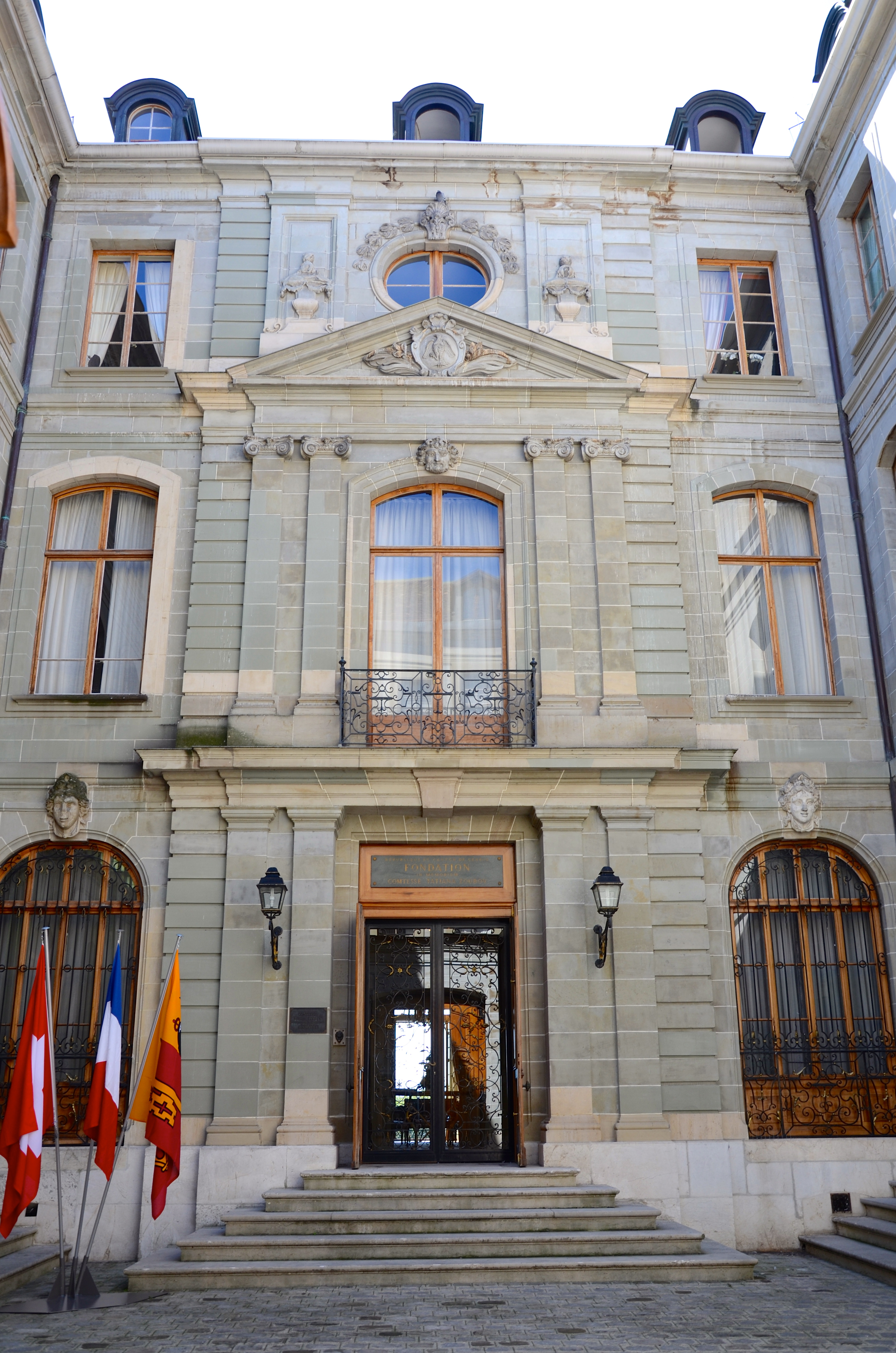
Hôtel Sellon, 2 rue des Granges. Aujourd'hui fondation Zoubov.

À la mort de son père en 1810, Jean-Jacques de Sellon hérite du commerce de soie, d'une fortune considérable, ainsi que des propriétés à Allaman et en vieille ville de Genève. Il acquiert en 1819 la propriété appelée « La Fenêtre » à Pregny, près de Genève. Il épouse en 1813 Alexandrine de Budé de Boisy (1792-1863), d'où quatre filles nées entre 1821 et 1838. Il accueille au château d'Allaman ou à la rue des Granges en vieille ville de nombreuses personnalités des arts et de la politique, des aristocrates, dont des membres de la famille Bonaparte, les archiducs Habsbourgs Ferdinand et Maximilien, le pianiste Franz Liszt, l'impératrice Joséphine de Beauharnais, le comte Capo d'Istria, le prince Henri Lubomirski, le duc de Bassano, George Sand et le comte Camillo Benso de Cavour.
À la suite de la Restauration genevoise de 1814, de Sellon devient membre du « Conseil représentatif » (le pouvoir législatif, qui deviendra le Grand Conseil en 1842) où il s'implique en particulier concernant la liberté du commerce et l'abolition de la peine de mort. Il publie des arguments juridiques et philosophiques contre la peine de mort, et traduit des œuvres d'abolitionnistes connus comme Giovanni Carmignani et Karl Joseph Anton Mittermaier. Ses démarches n'étant pas suivies de succès, il lance en 1826 un concours sur la peine de mort. En une dizaine d'années, il publie plusieurs dizaines de brochures et des livres sur ses thèmes de prédilection, la peine de mort et le pacifisme.
Adepte de la vision de l'État de droit de Cesare Beccaria, de Sellon se fonde sur le « principe de l'inviolabilité de la personne humaine », un droit humain à l'intégrité physique qu'il applique aux conflits entre États. Il crée ainsi des liens étroits entre le pacifisme humanitaire et philanthropique, l'éducation à la paix et les droits fondamentaux, sans pour autant être antimilitariste. En 1830, il réunit une trentaine de personnalités genevoises et crée la « Société de la paix ». Seules deux sociétés comparables existaient alors : la Peace Society de Londres fondée en 1816 et l'American Peace Society fondée à New York en 1828. De Sellon est convaincu qu'un mouvement réformateur doit partir des élites. Son attitude marquée de calvinisme influencera son neveu Camillo Benso de Cavour et Henri Dunant.
En 1832, une crise de goutte handicape sérieusement de Sellon, il perd l'usage de son bras droit et devient aphone par moments. Il se retire de la politique en 1834.

## Collection de peintures
Jean de Sellon, le père de Jean-Jacques, possédait une importante collection suisse d'œuvres d'anciens maîtres, en particulier d'Italie. Jean-Jacques de Sellon achète de préférence chez les peintres suisses de paysages de son temps. Une partie de la collection Sellon a été léguée ou donnée au Musée d'art et d'histoire de Genève, par Jean-Jacques de Sellon ou par d'autres membres de la famille.

## Œuvres

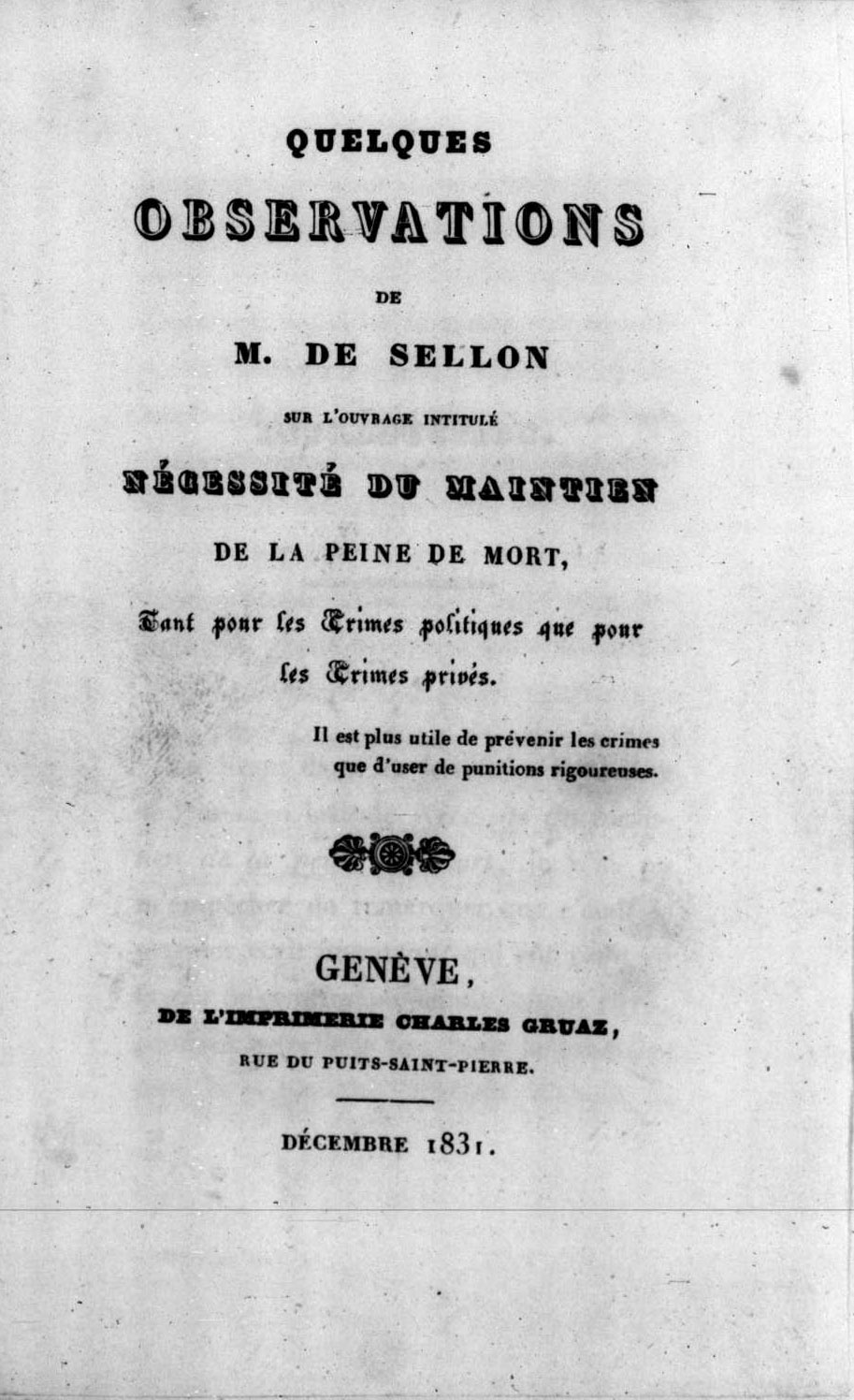
Quelques observations sur l'ouvrage intitulé Nécessité du maintien de la peine de mort, 1831

- Un mot sur la proposition de M. J.-J. de Sellon pour la suppression de la peine de mort : suivi des points principaux qui doivent être traités dans le concours, et de quelques fragmens sur ce sujet, Genève, Chez P.G. Le Double, 1826, 166 p.
- Lettre de l'auteur du concours ouvert à Genève en 1826 en faveur de l'abolition de la peine de mort à l'un de ses honorables collègues du conseil souverain,  Impr. de Lador, Genève, 1827.
- Mes réflexions, A. Lador, Genève, 1829, 261 p.
- Traduction littérale du préambule du code de Léopold, grand-duc de Toscane, en vertu duquel il a aboli la peine de mort dans ses Etats ..., Ch. Gruaz, Genève, 1831, 35 p.
- Quelques observations sur l'ouvrage intitulé Nécessité du maintien de la peine de mort, Genève, Charles Gruaz, 1831 (lire en ligne)
- Lettre de M. de Sellon à M. ..., sur le pacte fédéral, et sur les travaux des sociétés de la paix de l'Amérique septentrionale, de l'Angleterre et de celle de Genève, Ch. Gruaz, Genève, 1832, 51 p.
- Quelques réflexions de Mr. de Sellon, président de la société de paix de Genève, Genève, 1832.
- Recueil de lettres adressées aux archives de la société de la paix, Genève, 1832.
- Lettre de Mr. de Sellon, président de la société de la paix à l'éditeur des archives de cette société, H. Schmiedt, Genève, 1832, 72 p.
- Des observations de M. de Sellon, sur les instructions à donner pour la Diète du 12 mars 1832, A.L. Vignier, Genève, [1832].
- Quelques notes et réflexions sur le système pénitentiaire des États-Unis d'Amérique et sur ce qu'il a d'applicable du continent Européen publiées, Genève, 1833.
- (avec Jacques Matter et Albertine Adrienne de Necker Saussure) Fragmens de l'ouvrage intitulé De l'influence des mœurs sur les lois ... par M. Matter ... de l'ouvrage de Mme Necker de Saussure, intitulé De l'Éducation progressive, et de quelques autres traités d'éducation, Genève, 1833.
- (avec Jean Jacques Rousseau) Fragmens de l'Émile de Rousseau et des lettres de Lord Chesterfield sur l'éducation, Genève, 1833.
- Adresse du fondateur de la société de la paix de Genève (Jean Jacques de Sellon) aux chrétiens de toutes les communions et de tous les pays, Genève, 1834.
- Dialogue sur la peine de mort, sur le système pénitentiaire et sur la guerre, Genève, 1834.
- Lettre de Mr. de Sellon président de la société de la paix de Genève à Madame *** servant d'introduction aux nouveaux fragmens qu'il se propose de publier, Genève, 1834.
- Amendement de M. de Sellon ... destiné à écarter la peine de mort de la loi sur la presse du 2 mai 1827, et à lui substituer l'emprisonnement ..., Genève, 1834.
- Nouveaux Fragmens commencés ... 1833, et faisant suite à ceux publiés par lui au mois de janvier de la même année, Genève, 1834.
- Résumé des efforts tentés par le Comte de Sellon, fondateur de la Société de la paix de Genève, pour introduire dans les codes nationaux et dans les lois internationales, le principe de l'inviolabilité de la vie de l'homme : suivi de deux programmes destinés à servir cette cause (en lui procurant des défenseurs habiles parmi les concurrens qui aspirent aux prix promis par ces deux programmes) et de quelques réflexions sur les progrès journaliers qu'elle fait dans le monde civilisé, Ch. Gruaz, Genève, 1836, 65 p.
- (avec Giovanni Carmignani) Fragmens d'un discours sur la peine de mort prononcé le 18 mars 1836, E. Pelletier, Genève, 1836.
- (de) Kurzer Inbegriff der Arbeiten des Grafen von Sellon, Stifter und Präsident der Friedensgesellschaft zu Genf, Ch. Gruaz, Genf, 1836.
- (publ. par de Sellon) Mélanges politiques et moraux, P.-V. Oursel, Genève, 1837, 75 p.
- Nouveaux mélanges politiques, moraux et littéraires, Ch. Gruaz, Genève, 1837-1838, 4 vol.

## Hommages
Une rue porte le nom de Jean-Jacques de Sellon à Genève, dans le quartier des Grottes.
Le château d'Allaman est un bien culturel d'importance nationale. L'hôtel Sellon de la rue des Granges en vieille ville de Genève est un bien culturel d'importance régionale.